# Вінаядітья
Вінаядітья — індійський монарх з династії Чалук'їв, спадкоємець свого батька Вікрамадітьї I. Часи його правління були періодом відносного миру та гармонії.